# ساتوكي يويجو
ساتوكي يويجو (باليابانية: 上門 知樹) (27 أبريل 1997 في يوروما في اليابان – )؛ هو لاعب كرة قدم ياباني يلعب كمهاجم.

## وصلات خارجية
- ساتوكي يويجو على موقع رابطة كرة القدم اليابانية للمحترفين (اليابانية)
- ساتوكي يويجو على موقع إي إس بي إن إف سي (الإنجليزية)
- ساتوكي يويجو على موقع قاعدة بيانات كرة القدم.إي يو (الإنجليزية)
- ساتوكي يويجو على موقع Soccerbase.com (لاعب) (الإنجليزية)
- ساتوكي يويجو على موقع Soccerway.com (الإنجليزية)
- ساتوكي يويجو على موقع عالم كرة القدم.نت (الإنجليزية)